# 8mm 로스-슈타이어

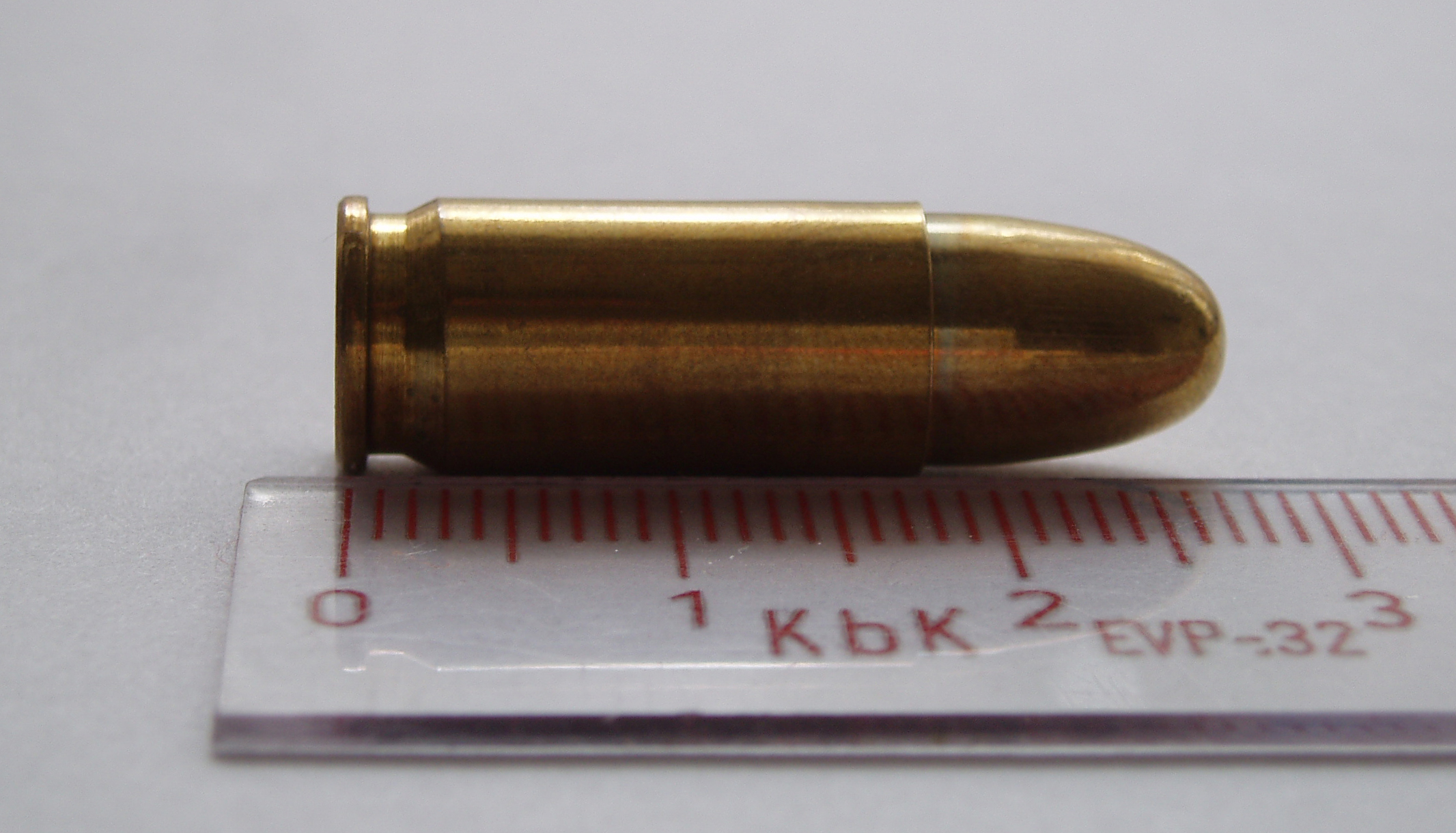

8mm 로스-슈타이어(8mm Roth–Steyr)는 1907년 오스트리아-헝가리 기병대가 레페티어피스톨 M7에 채택한 군용 중앙림 격발식 탄약통이다. 레페티어피스톨 M7은 주요 군사 강국이 채택한 최초의 반자동 권총이었다. 레페티어피스톨 M7은 주로 기병용 보조 무기로 의도되었으며, 기병 사용에 더 안전하다고 간주되는 더 무거운 방아쇠 당김을 특징으로 했다.
이 탄약통은 자체적인 8x18mm 탄약으로, 탄피의 입구에서 헤드스페이스가 정렬된다. 탄약은 일반적으로 독특한 10발들이 스트리퍼 클립에 포장되었으며, 그 사용법은 다른 총 사용자들에게는 익숙하지 않았다(그리고 지금도 그렇다). 오스트리아 군용 생산품은 기름칠된 도금되지 않은 강철 피갑탄을 포함했다. 오스트리아의 몇몇 민간 회사들은 백동 피갑탄을 사용한 탄약을 제조했다.
레페티어피스톨 M7은 제1차 세계 대전 내내 오스트리아-헝가리군에 의해 사용되었고, 전쟁 후 수년간 이탈리아 및 여러 동유럽 국가에서 군사 및 경찰 용도로 사용되었다. 이 탄약은 2024년 현재 "구하기 어렵다"고 한다.

## 동의어
- 8 슈타이어
- 8mm 슈타이어
- 8mm 로스
- 8mm 로스-슈타이어
- 8mm 슈타이어 아르메 피스톨
- 8×18

## 같이 보기
- 8 mm 구경
- 권총 탄약 목록
- 로스-슈타이어 M1907